# Campionati del mondo di ciclismo su strada 2018
I Campionati del mondo di ciclismo su strada 2018 (en.: UCI Road World Championships) si svolsero dal 23 al 30 settembre 2018 ad Innsbruck, in Austria.

## Selezione della città ospitante
Il 24 settembre 2014, durante il meeting svoltosi durante i mondiali del 2014 a Ponferrada, Bergen fu scelta dal consiglio dell'UCI per ospitare i mondiali del 2017. La città norvegese venne preferita a Innsbruck, che è stata poi scelta per ospitare i mondiali nel 2018, battendo la concorrenza di Melbourne e Bogotà.

## Calendario
| Data                   | Ora                  | Località                        | Evento               | Distanza             |
| Cronometro a squadre   | Cronometro a squadre | Cronometro a squadre            | Cronometro a squadre | Cronometro a squadre |
| ---------------------- | -------------------- | ------------------------------- | -------------------- | -------------------- |
| 23 settembre           | 10:10                | Ötztal - Innsbruck              | Femminile            | 53.8 km              |
| 23 settembre           | 14:40                | Ötztal - Innsbruck              | Maschile             | 62.1 km              |
| Cronometro individuali |                      |                                 |                      |                      |
| 24 settembre           | 10:10                | Hall Wattens - Innsbruck        | Junior femminile     | 20.2 km              |
| 24 settembre           | 14:40                | Hall Wattens - Innsbruck        | Under-23 maschile    | 28.5 km              |
| 25 settembre           | 10:10                | Hall Wattens - Innsbruck        | Junior maschile      | 28.5 km              |
| 25 settembre           | 14:40                | Hall Wattens - Innsbruck        | Femminile élite      | 28.5 km              |
| 26 settembre           | 14:10                | Alpbachtal Seenland - Innsbruck | Maschile élite       | 54.2 km              |
| Corsa in linea         |                      |                                 |                      |                      |
| 27 settembre           | 09:10                | Alpbachtal Seenland - Innsbruck | Junior femminile     | 70.9 km              |
| 27 settembre           | 14:40                | Kufstein - innsbruck            | Junior maschile      | 132.8 km             |
| 28 settembre           | 12:10                | Kufstein - Innsbruck            | U-23 maschile        | 180.6 km             |
| 29 settembre           | 12:10                | Kufstein - Innsbruck            | Femminile élite      | 156.7 km             |
| 30 settembre           | 09:40                | Kufstein - Innsbruck            | Maschile élite       | 259.4 km             |

## Medagliere
| Pos.   | Nazione       | Oro | Argento | Bronzo | Totale |
| ------ | ------------- | --- | ------- | ------ | ------ |
| 1      | Paesi Bassi   | 3   | 3       | 2      | 8      |
| 2      | Belgio        | 3   | 2       | 1      | 6      |
| 3      | Australia     | 1   | 2       | 0      | 3      |
| 3      | Germania      | 1   | 2       | 0      | 3      |
| 5      | Danimarca     | 1   | 0       | 1      | 2      |
| 6      | Austria       | 1   | 0       | 0      | 1      |
| 6      | Spagna        | 1   | 0       | 0      | 1      |
| 6      | Svizzera      | 1   | 0       | 0      | 1      |
| 9      | Francia       | 0   | 2       | 0      | 2      |
| 10     | Italia        | 0   | 1       | 3      | 4      |
| 11     | Canada        | 0   | 0       | 2      | 2      |
| 12     | Finlandia     | 0   | 0       | 1      | 1      |
| 12     | Gran Bretagna | 0   | 0       | 1      | 1      |
| 12     | Stati Uniti   | 0   | 0       | 1      | 1      |
| Totale | Totale        | 12  | 12      | 12     | 36     |

## Sommario degli eventi
| Eventi                 | Oro                              | Tempo                        | Argento                                | Tempo     | Bronzo                         | Tempo     |
| Uomini Elite           |                                  |                              |                                        |           |                                |           |
| Gara in linea dettagli | Alejandro Valverde Spagna        | 6h46'41" Media 38,064 km/h   | Romain Bardet Francia                  | s.t.      | Michael Woods Canada           | s.t.      |
| Cronometro dettagli    | Rohan Dennis Australia           | 1h03'02"57 Media 49,585 km/h | Tom Dumoulin Paesi Bassi               | a 1'21"09 | Victor Campenaerts Belgio      | a 1'21"62 |
| Cronosquadre dettagli  | Quick-Step Floors Belgio         | 1h07'25"94 Media 55,522 km/h | Team Sunweb Germania                   | a 18"46   | BMC Racing Team Stati Uniti    | a 19"55   |
| Uomini Under-23        |                                  |                              |                                        |           |                                |           |
| Gara in linea dettagli | Marc Hirschi Svizzera            | 4h42'05" Media 40,783 km/h   | Bjorg Lambrecht Belgio                 | a 15"     | Jaakko Hänninen Finlandia      | s.t.      |
| Cronometro dettagli    | Mikkel Bjerg Danimarca           | 32'31"05 Media 51,111 km/h   | Brent Van Moer Belgio                  | a 33"47   | Mathias Norsgaard Danimarca    | a 38"30   |
| Uomini Junior          |                                  |                              |                                        |           |                                |           |
| Gara in linea dettagli | Remco Evenepoel Belgio           | 3h03'49" Media 43,021 km/h   | Marius Mayrhofer Germania              | a 1'25"   | Alessandro Fancellu Italia     | a 1'38"   |
| Cronometro dettagli    | Remco Evenepoel Belgio           | 33'15"24 Media 49,979 km/h   | Luke Plapp Australia                   | a 1'23"66 | Andrea Piccolo Italia          | a 1'37"62 |
| Donne Elite            |                                  |                              |                                        |           |                                |           |
| Gara in linea dettagli | Anna van der Breggen Paesi Bassi | 4h11'04" Media 37,185 km/h   | Amanda Spratt Australia                | a 3'42"   | Tatiana Guderzo Italia         | a 5'26"   |
| Cronometro dettagli    | Annemiek van Vleuten Paesi Bassi | 34'25"36 Media 48,282 km/h   | Anna van der Breggen Paesi Bassi       | a 28"99   | Ellen van Dijk Paesi Bassi     | a 1'25"19 |
| Cronosquadre dettagli  | Canyon-SRAM Racing Germania      | 1h01'46"60 Media 52.544 km/h | Boels-Dolmans Cycling Team Paesi Bassi | a 21"90   | Team Sunweb Paesi Bassi        | a 28"67   |
| Donne Junior           |                                  |                              |                                        |           |                                |           |
| Gara in linea dettagli | Laura Stigger Austria            | 1h56'26" Media 36,484 km/h   | Marie le Net Francia                   | s.t.      | Simone Boilard Canada          | s.t.      |
| Cronometro dettagli    | Rozemarijn Ammerlaan Paesi Bassi | 27'02"95 Media 43,920 km/h   | Camilla Alessio Italia                 | a 6"80    | Elynor Bäckstedt Gran Bretagna | a 17"94   |